# Cataclysme spissistrigaria
Cataclysme spissistrigaria är en fjärilsart som beskrevs av Turati 1913. Cataclysme spissistrigaria ingår i släktet Cataclysme och familjen mätare. Inga underarter finns listade i Catalogue of Life.